# Point Valid
Point Valid — американская группа, образованная в Балтиморе, штат Мэриленд, в 2006 году.

## История
Адам Лив и Дэвид Мичелсон сформировали группу, которую они назвали Fashionably Late в 2006 году и привлекли Макса Видавера играть на гитаре. Хаим Ани присоединился к ним для участия в первом шоу в Балтиморе. Было решено оставить его в качестве вокалиста и переименовать группу в Point Valid. Ани вскоре расширил свой вклад: он стал играть на гитаре и писать новый материал для исполнения. Группа выступала на различных площадках Балтимора, в том числе Recher Theatre и продолжала записывать дебютный альбом.
Point Valid устроили перерыв после выпуска альбома Diamond Star в 2009 году. В 2011 году Хаим Ани приступил к сольной карьере с видео "Whisper of the Trees.". В 2012 году он создал фильм "Subtle Notes".

## Участники
Текущий состав
- Хаим Ани (Hayim Ani) — вокал и гитара
- Макс Видавер (Max Vidaver) — гитара
- Адам Лив (Adam Leve) — ударные

Бывшие
- Дэвид Мичелсон (David Michelsohn) — бас-гитара

## Дискография
- EP (2006)
- Of Dreams and Memory (2007)
- Diamond Star (2009)
- Whisper of the Trees (сингл Ani) (2011)
- Subtle Notes (сингл Ani) (2012)